# Bakong
Bakong je prvi kmerski piramidalni terasasti hram u Angkoru, Kambodža. Izgradio ga je kralj Indravarman I. i posvetio Šivi 881. godine kao kraljevski hram prve prijestolnice Kmerskog Carstva, Hariharalaya. Nalazi se 13 km istočno od grada Siem Reapa, te čini glavni hram Roulos grupe spomenika sjeverozapadno od Angkor Thoma. Druga dva hrama u distriktu Roulos su Preah Ko i Lolei.
Bakong je bio glavnim kraljevskim hramom samo nekoliko godina, jer je Indravarmanov nasljednik i sin Yasovarman I. prijestolnicu prebacio južnije u novoosnovani Yasodharapura (danas Angkor), ali kasniji dodaci u 12. i 13. stoljeću dokazuju kako nije bio napušten.
Hram se sastoji od tri koncentrična kvadratična obzida koji su odvojeni s jarcima, a savršeno su položeni u smjeru strana svijeta. Vanjski obzid ima samo jarak promjera 900 x 700 m, dok je unutarnji zid od laterita promjera 400 x 300 m s četiri gopure  (monumentalni portali) križnog tlocrta od kojih vodi zemljani prolaz ukrašen sa sedmoglavim nāgama. Između dva obzida nalaze se ostaci 22 mala satelitska hrama od opeke. Unutarnji obzid ima promjer 160 x 120 m i zatvara središnji "piramidalni humak" s pet terasa, od kojih najdonja ima promjer 65 x 67 m, i središnjim tornjem (koji je izgrađen kasnije u stilu Angkor Wata) okruženim s osam manjih tornjeva, po dva sa sve četiri strane. Iako je cijeli hram nekada bio ukrašen raskošnim štuko ukrasima, danas su ostali samo njihovi fragmenti, poput "Bitke Asura", koje svjedoče o velikoj kvaliteti rezbarija. Opstali su velike kamene figure slonova-zaštitnika na kutovima terasa hrama, kao i lavovi-čuvari na stubama.
1930-ih Bakong je obnovljen u metodi anastiloze, a od 1992. godine je, kao dio Angkora, na popisu svjetske baštine UNESCO-a.
- Satelitski mali hramovi podsjećaju na obližnje hramove Lolei i Preah Ko
- Prilaz hramu pored jarka
- Posjetitelji ispred hrama
- Rijetki sačuvani ukrašeni nadvratnik
- Slonovi čuvari na kutovima terasa